# Notacanthus indicus
Espèce
Notacanthus indicus est une espèce de poissons de la famille des Notacanthidés.

## Répartition
Notacanthus indicus se rencontre en mer d'Arabie (ouest de l'océan Indien), à une profondeur comprise entre 960 et 1 046 m.

## Description
La taille maximale connue pour Notacanthus indicus est de 200 mm. Dans sa description l'auteur indique que l'individu collecté était brun foncé.

## Étymologie
Son nom spécifique, du latin indicus, « indien », lui a été donné en référence au lieu de sa découverte

## Publication originale
- (en) Richard Ernest Lloyd, « A description of the deep-sea Fish caught by the R.I.M.S. Ship "Investigator" since the year 1900, with supposed evidence of mutation in Malthopsis », Memoirs of the Indian Museum, Inconnu, vol. 2,‎ 1909, p. 139-180 (ISSN 0374-9142, OCLC 1706799, lire en ligne).